# آشکارساز (رادیو)
در رادیو، آشکارساز دستگاه یا مداری است که اطلاعات را از جریان یا ولتاژ فرکانس رادیویی مدوله شده استخراج می‌کند. این اصطلاح مربوط به سه دهه اول رادیو (۱۸۱۸–۱۹۱۸) است. برخلاف ایستگاه‌های رادیویی نوین که صدا (یک سیگنال صوتی) را بر روی یک موج حامل بدون وقفه منتقل می‌کنند، ایستگاه‌های رادیویی اولیه اطلاعات را توسط رادیو تلگرافی ارسال می‌کردند. فرستنده روشن و خاموش می‌شد تا امواج رادیویی را برای دوره‌های زمانی بلند یا کوتاه تولید کند و پیام‌های متنی را در کد مورس بیان کند؛ بنابراین، گیرنده‌های رادیویی اولیه فقط باید وجود یا عدم وجود یک سیگنال رادیویی را تشخیص می‌دادند. دستگاهی که این عملکرد را در مدار گیرنده انجام می‌داد، آشکارساز نامیده می‌شد. انواع مختلف آشکارسازهای مختلف، مانند هم‌چسبیده، آشکارساز الکترولیتی، آشکارساز مغناطیسی و آشکارساز کریستال، در دوران تلگراف بی‌سیم استفاده می‌شد تا اینکه با استفاده از فن آوری لامپ خلاء جایگزین شد.

## آشکارسازهای مدولاسیون دامنه

### آشکارساز پوش

یک آشکارساز پوش ساده

برای گوش دادن به سیگنال‌های قوی پخش‌همگانی AM می‌توان از یک رادیوی کریستالی ساده و بدون مدار تیون‌شده استفاده کرد

فن اصلی به عنوان آشکارسازی پوش شناخته می‌شود. ساده‌ترین شکل آشکارساز پوش، آشکارساز دیودی است که از یک دیود متصل شده بین ورودی و خروجی مدار، با یک مقاومت و خازن به صورت موازی از خروجی مدار به زمین تشکیل می‌شود و یک فیلتر پایین‌گذر را تشکیل می‌دهد.

## آشکارسازهای فرکانس و مدولاسیون فاز
آشکارسازهای AM نمی‌توانند سیگنال‌های FM و PM را دمدوله کند زیرا هردو دارای دامنه ثابت هستند. اما یک رادیو AM ممکن است صدای پخش FM را با پدیده آشکارساز شیب که وقتی رادیو کمی بالاتر یا کمتر از فرکانس نامی پخش تنظیم می‌شود، آشکار کند.

### آشکارساز فاز
آشکارساز فاز افزاره‌ای غیرخطی است که خروجی آن نشان دهنده اختلاف فاز بین دو سیگنال ورودی نوسانی است. آن دو ورودی و یک خروجی دارد: یک سیگنالِ مرجع به یک ورودی، و سیگنال مدوله‌شدهٔ فاز یا فرکانس به دیگری اعمال می‌شود. خروجی سیگنالی متناسب با اختلافِ فاز بین دو ورودی است.

### تفکیک‌کننده فاستر-سیلی
تفکیک‌کننده فاستر-سیلی یک آشکارساز FM است که به‌طور گسترده‌ای مورد استفاده قرار می‌گیرد. آشکارساز متشکل از یک ترانسفورماتور با سَر وسط است که دو دیود در یک مدار یکسوساز تمام-موج DC را تغذیه می‌کند.

### آشکارساز نسبت

یک آشکارساز نسبت با استفاده از دیودهای حالت جامد

آشکارساز نسبت یکی از انواع تفکیک‌کننده فاستر-سیلی است، اما یک دیود در جهت مخالف هدایت می‌شود، و از یک سیم پیچ سوم در ترانسفورماتور قبلی استفاده می‌کند. آشکارساز نسبت از پهنای باند عریض‌تری برخوردار است اما از تفکیک‌کننده فاستر-سیلی اعوجاج بیشتری دارد.

### آشکارساز متعامد (عمود برهم)
در آشکارسازهای متعامد، سیگنال اف‌ام دریافتی به دو سیگنال تقسیم می‌شود. سپس یکی از این دو سیگنال از طریق یک خازن با راکتانس-بالا عبور داده می‌شود، که فاز آن سیگنال را ۹۰ درجه تغییر می‌دهد. این سیگنال با فاز-جابه‌جاشده به یک مدار ال‌سی اعمال می‌شود، که در فرکانس، «مرکزی» یا «حامل» مدوله‌نشده سیگنال FM تشدید می‌شود. اگر فرکانس سیگنال FM دریافت شده برابر با فرکانس مرکزی باشد، دو سیگنال اختلاف فاز ۹۰ درجه دارند و گفته می‌شود که آنها در «ربع فاز» هستند - از این رو نام این روش است. سپس دو سیگنال در یک دستگاه آنالوگ یا دیجیتال که به عنوان آشکارساز فاز عمل می‌کند، در هم ضرب می‌شوند؛ یعنی دستگاهی که خروجی آن متناسب با اختلاف فاز بین دو سیگنال است. در مورد سیگنال FM مدوله‌نشده، خروجی آشکارساز فاز - پس از فیلتر شدن خروجی؛ یعنی متوسط‌گیری در طول زمان - ثابت است؛ یعنی صفر است. با این حال، اگر سیگنال FM دریافتی مدوله‌شده باشد، فرکانس آن از فرکانس مرکزی متفاوت خواهد بود. در این حالت، مدار ال‌سی رزونانسی، فاز سیگنال حاصل از خازن را بیشتر تغییر می‌دهد، به طوری که کل تغییر فاز سیگنال، مجموع ۹۰ درجه اعمال شده توسط خازن و تغییر فاز مثبت یا منفی اعمال شده توسط مدار ال‌سی خواهد بود. اکنون خروجی آشکارساز فاز با صفر متفاوت خواهد بود و به این ترتیب، سیگنال اصلی که برای مدولاسیون حامل FM استفاده شده بود، بازیابی می‌شود.

### سایر آشکارسازهای FM
انواع کمیاب، اختصاصی یا منسوخ‌شدهٔ آشکارسازها عبارتند از:
- تِراویس[۹] یا تفکیک‌کننده با مدار تنظیم‌شده دوگانه
- تفکیک‌کننده ویس
- تفکیک‌کننده تعداد پالس

## آشکارساز حلقه قفل‌شده فاز
آشکارساز حلقه قفل‌شده فاز برای انجام دمدولاسیون به شبکه LC انتخاب-فرکانس نیاز ندارد.